# Visby hamn

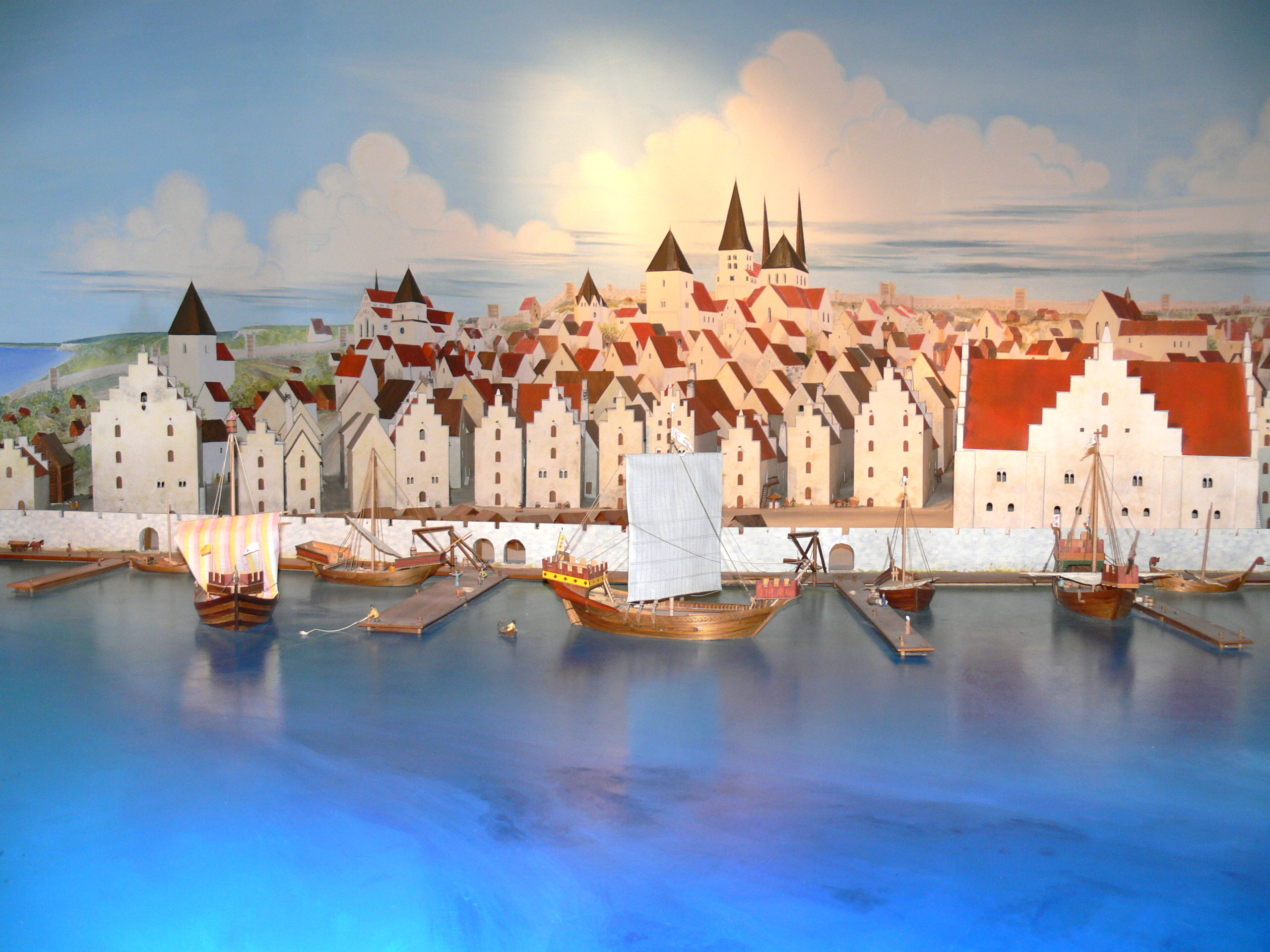
Rekonstruktion av Visby hamn under medeltiden

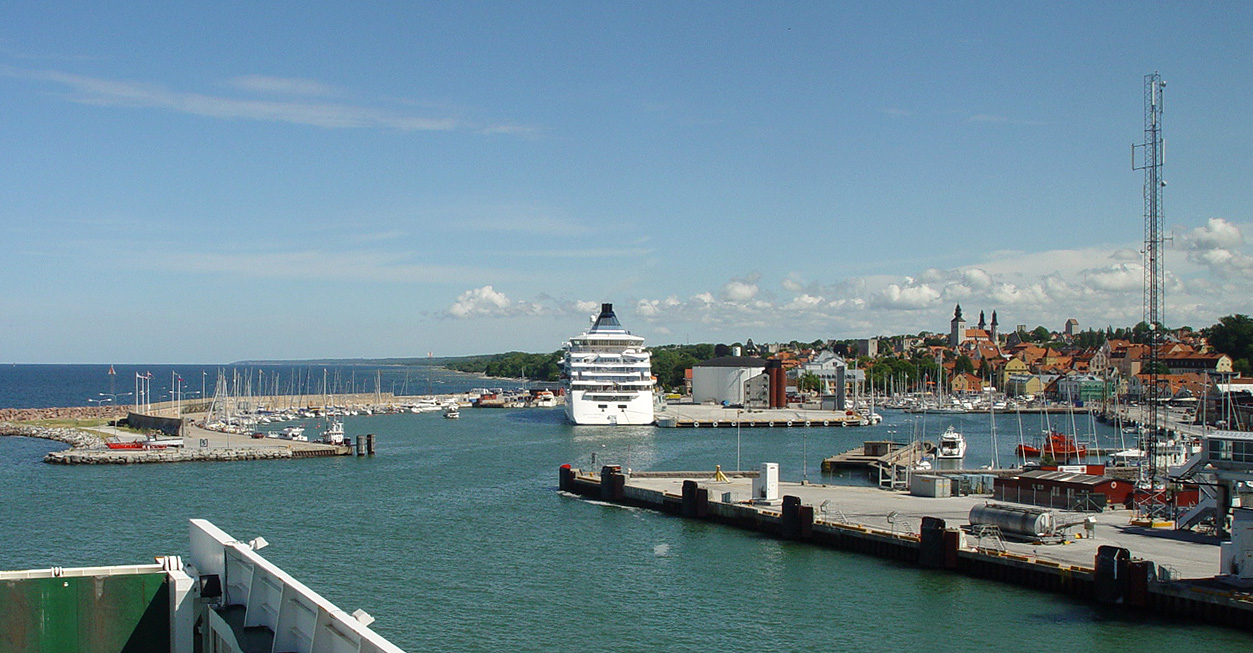
Visby hamn 2005

Visby hamn är en kommunägd allmän hamn i Visby med kajplatser för lastbåtar och för Gotlandsfärjorna samt en gästhamn för fritidsbåtar.
Hamnområdet har en landyta på omkring 20 hektar. Visby hamn förvaltas av hamnavdelningen inom Region Gotlands tekniska förvaltning, utom gästhamnen, som är utarrenderad sedan 1966. Lastning och lossning av fartyg sköts av det till Destination Gotland AB 96% ägda bolaget Gotlands Stuveri AB. Hamnen äger kajer och pirar samt oljeanläggningen fram till och med fördelningsstationen på Kopparsviksgatan.
I Visby hamn, i den del som kallas Slottshamnen, finns också Sjöräddningssällskapets Räddningsstation Visby. Det finns även en särskild kaj för oljetankers, medan kryssningsfartyg ofta lägger sig på redden. Hamnen har ett högsta djup vid kaj på 6–7 meter.
Hamnens äldsta byggnad är den gamla räddningsstationen söder om Visby havsbad, idag förråd och garage. På Holmen finns bland annat det tidigare Roma sockerbruks silo samt magasin från den till 1970-talet bedrivna, småskaliga hamnverksamheten. 
Mitt i Visby hamn, längst ut på piren vid Fiskehamnen, finns bevarad en liten bunker från andra världskriget, kulsprutevärn nummer 40:43.

## Historik
Den ursprungliga hamnanläggningen under medeltiden låg där Almedalen ligger idag. Här skapades en lagun med två inlopp, ett mindre i norr mot Kruttornet och ett bredare i söder. Den norra rännan uppgrundades och blev troligen osegelbar i slutet av 1500-talet. Ett nytt utlopp togs i stället upp längre söderut, men enbart avpassat för mindre fiskebåtar. På västra sidan av lagunen låg två holmar, Norra och Södra Fiskarholmen. Redan i slutet av medeltiden torde en ny hamn ha uppförts nedanför Visborgs slott, då den gamla hamnen började bli för grund för djupgående fartyg. Från Södra Fiskareholmen uppfördes tre pirarmar med gradvis utbyggnad, en mot Norra Fiskareholmen, en mot land som skiljde gamla och nya hamnen och en tredje som vågbrytare för den Nya hamnen. Den inre delen av Nya hamnen kallad Slottshamnen grundades alltmer upp och 1787 byggdes den igen. Samtidigt uppgrundades sundet mellan Gamla och Nya hamnen och under 1700-talet blev Södra Fiskareholmen förenad med fastlandet. Området i söder där Nya hamnens pirarm tidigare gått ut utökades även med fyllnadsmassor till ett bredare område kallat "Holmen" vilket gjorde udden betydligt större. 1843-1863 uppfördes en yttre vågbrytare som därigenom skapade yttre hamnen, den "nya hamnen" som också rensades fick nu namnet "inre hamnen". "Gamla hamnen" i Almedalen, som främst nyttjades av mindre fiskebåtar kom vid mitten av 1800-talet att uppgrundas och till slut torrläggas. 1864-1877 byggdes yttre hamnens vågbrytare ut och förbands med land. 19018-1928 förlängdes och höjdes vågbrytaren. 1913-1914 uppfördes en ny kaj i söder och 1915-1917 uppfördes en ny sydlig vågbrytare i hamnen. 1938-1940 uppfördes fiske- och småbåtshamnen innanför den södra vågbrytaren.

## Bildgalleri

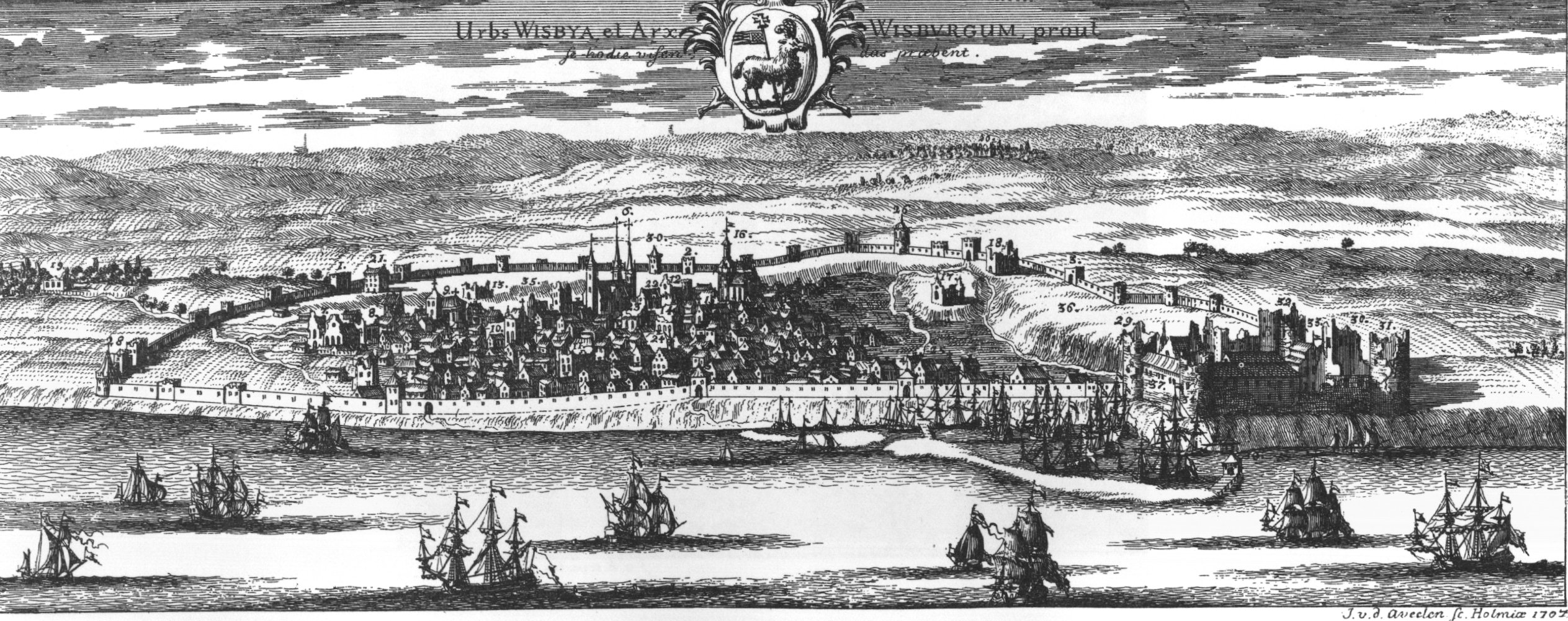
Visby hamn i början av 1700-talet
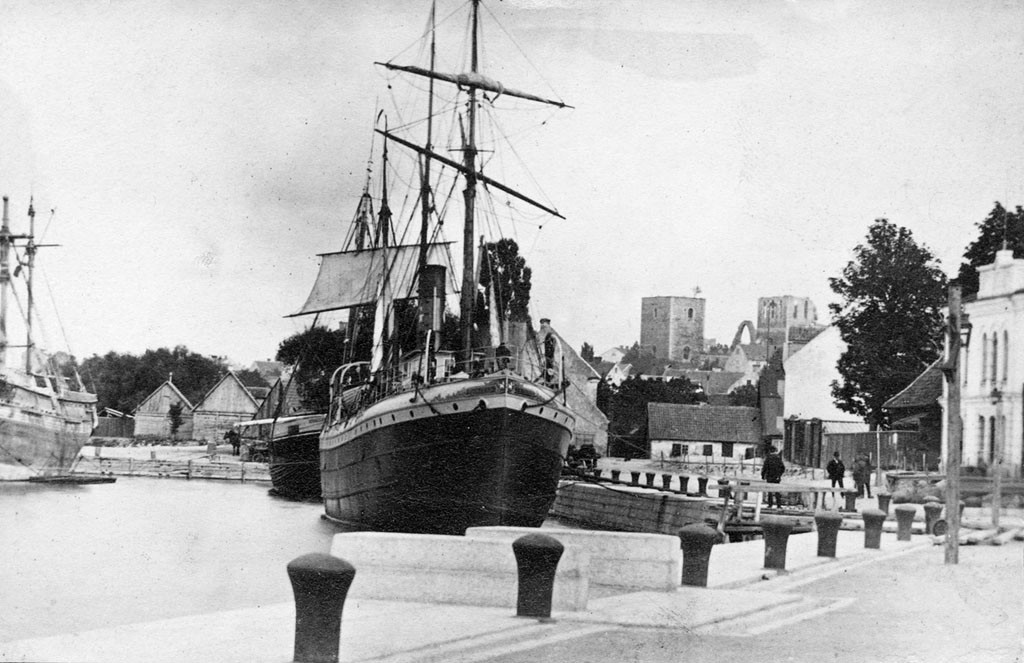
Visby hamn under 1870-talet
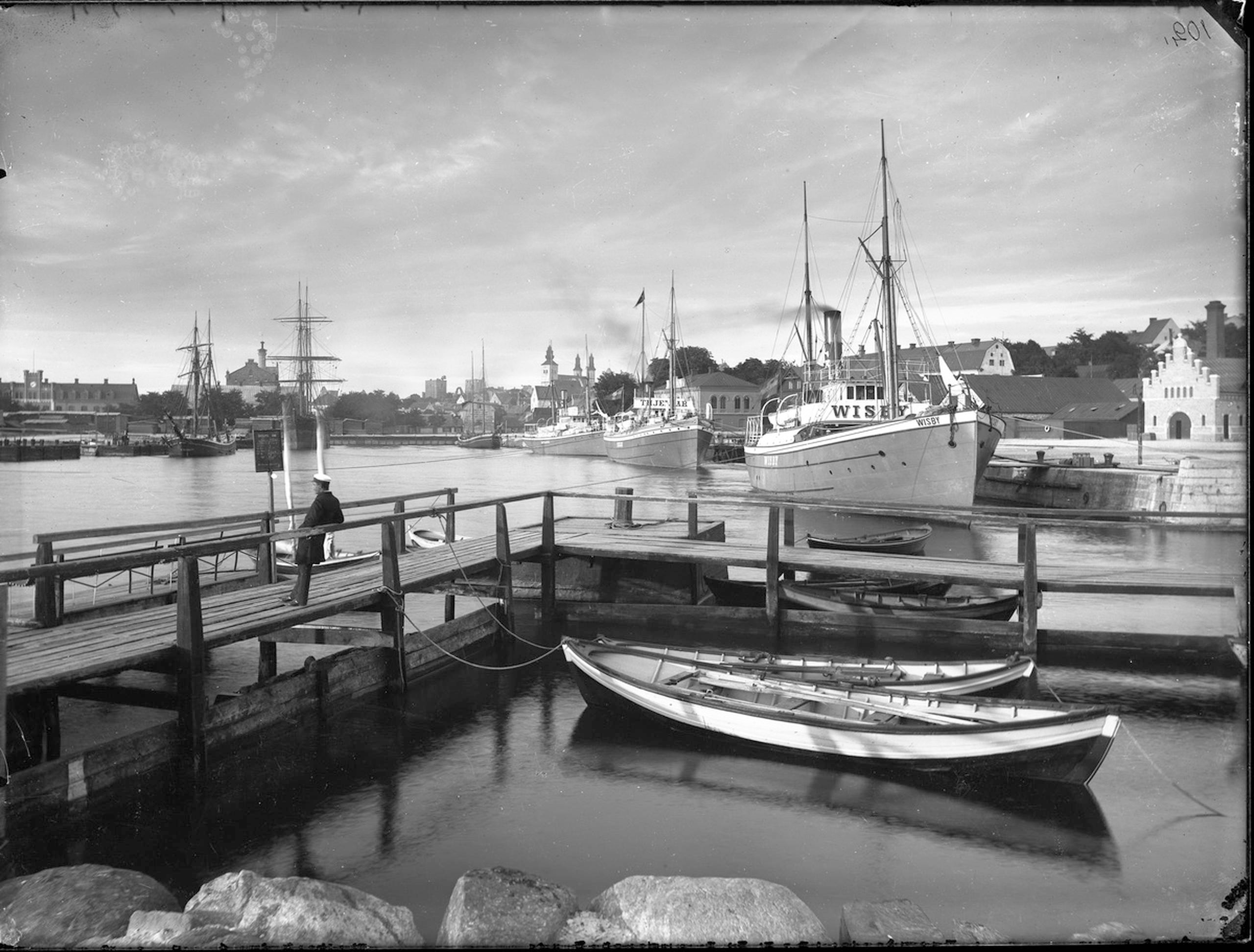
Visby hamn 1895
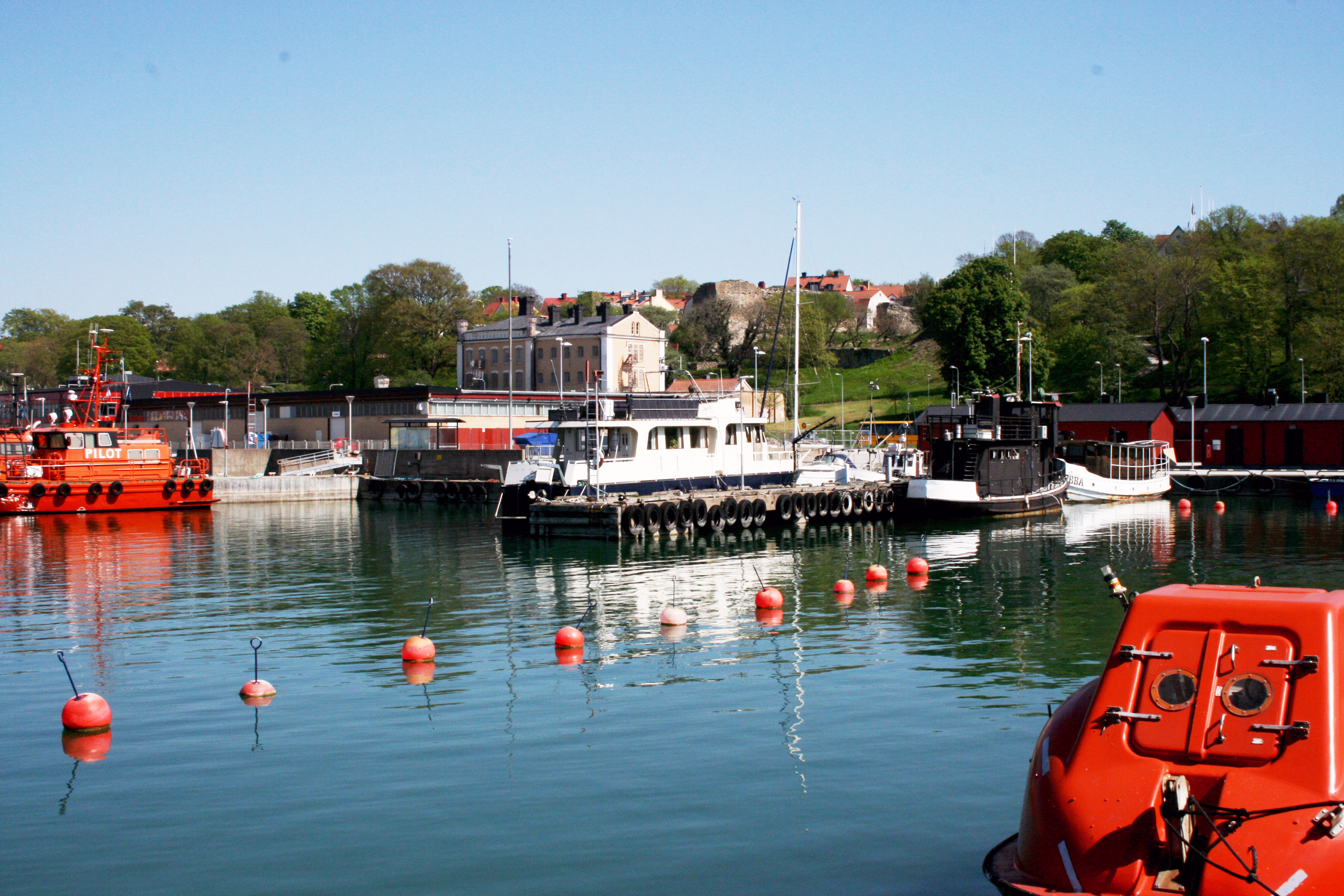
Fiskehamnen
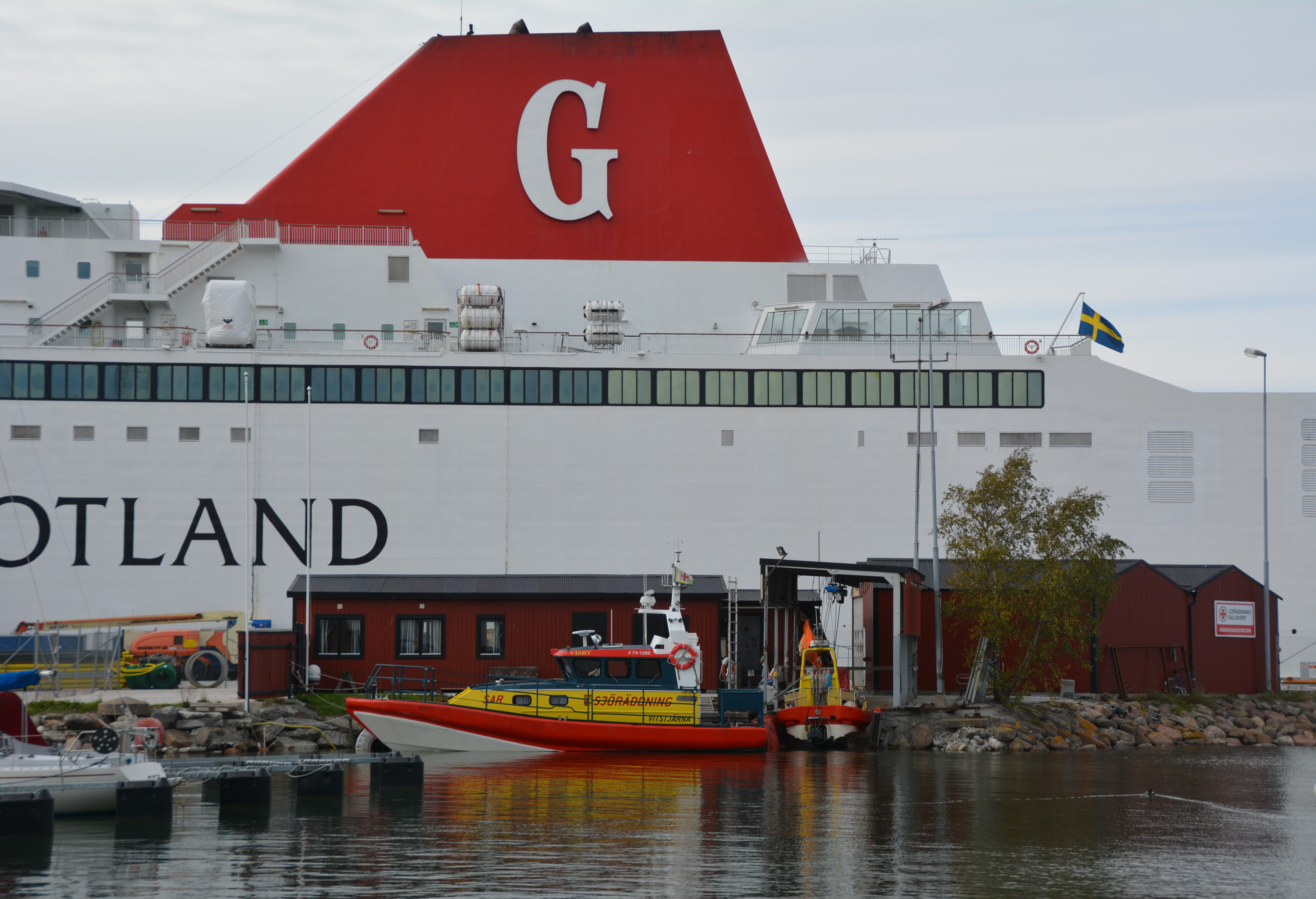
Räddningsstation Visby med M/S Visby i bakgrunden
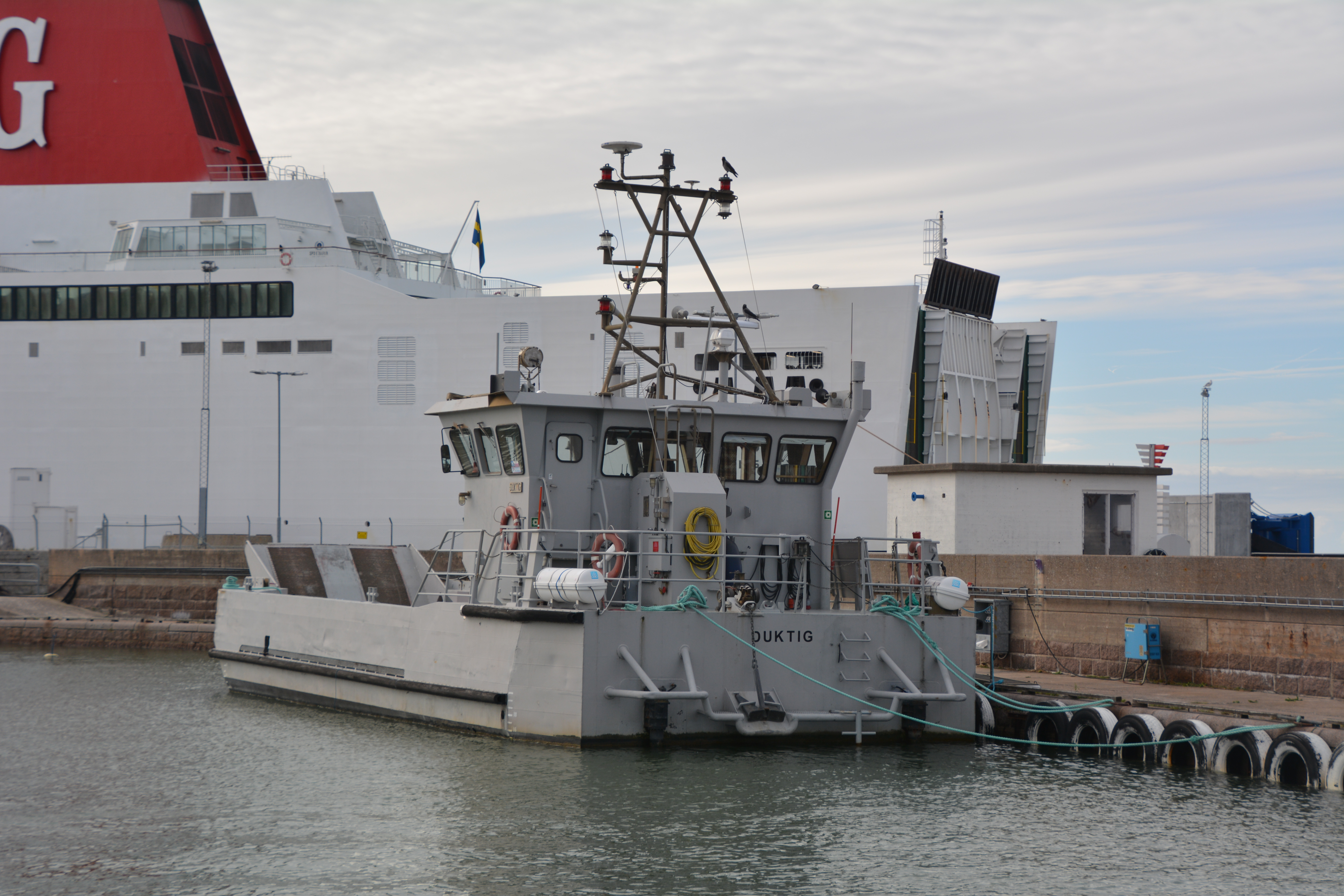
Visby hamns arbetsbåt Duktig
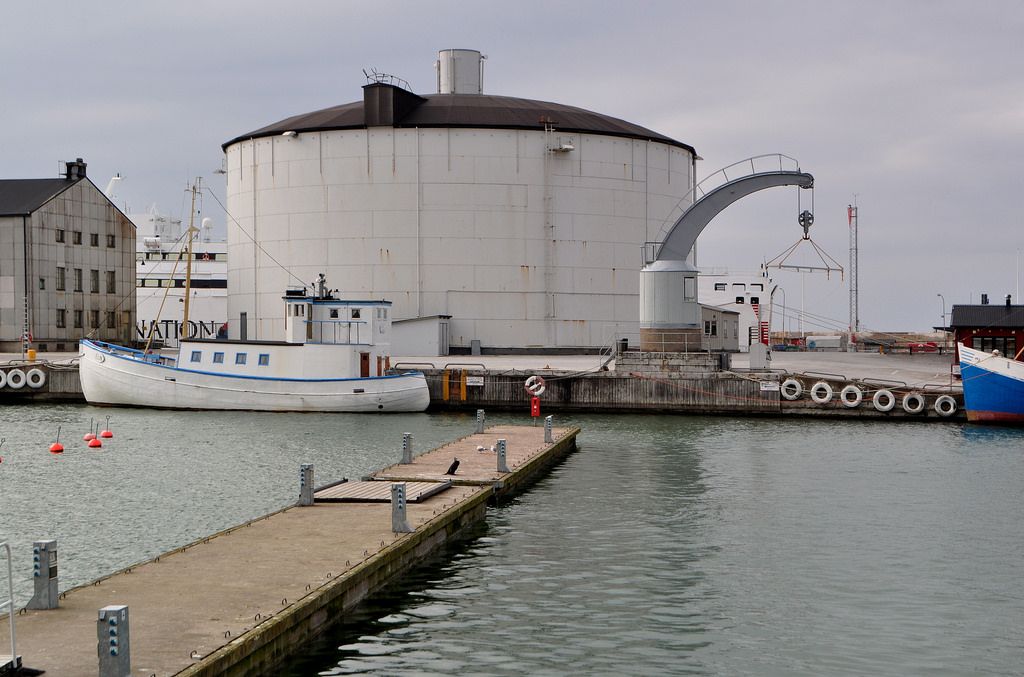
Sockersilon och lyftkranen Elefanten på Holmen
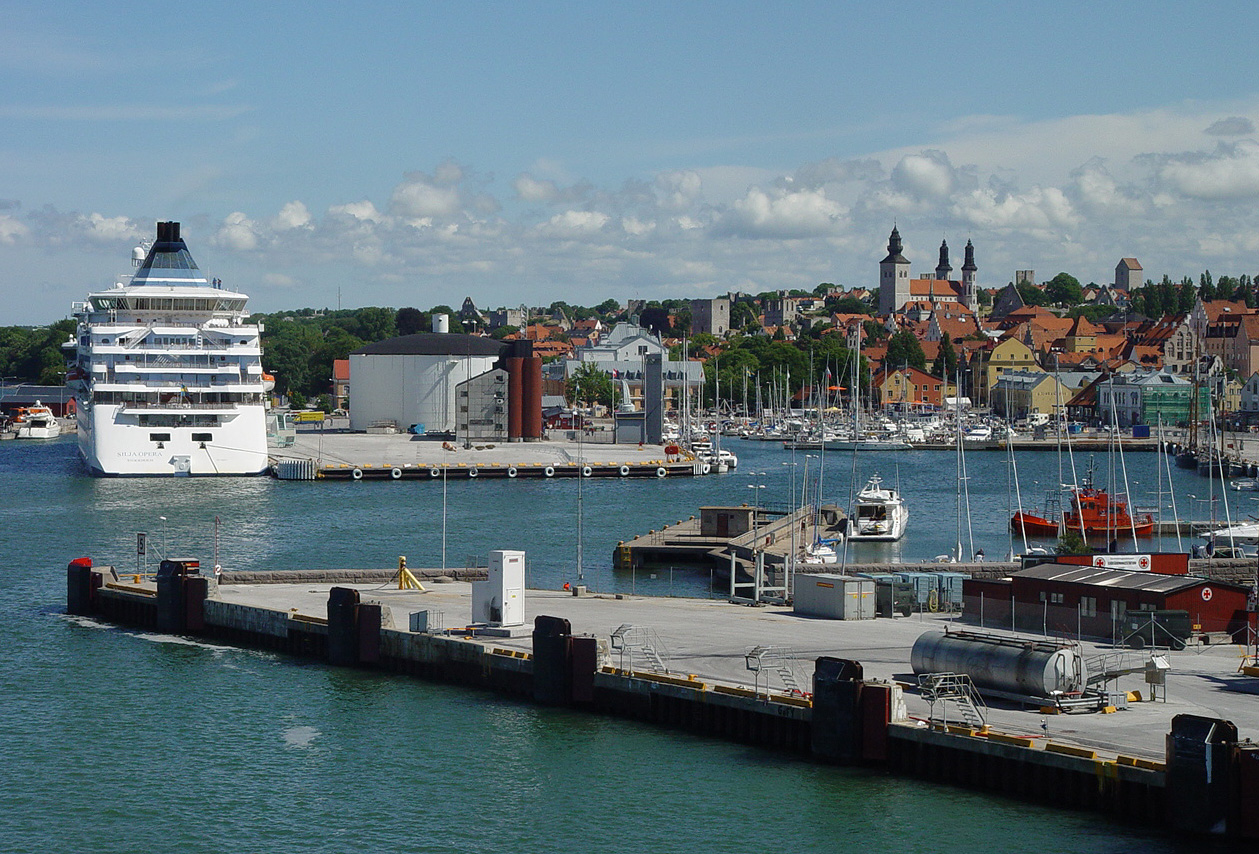
Innerhamnen söderifrån. Kulsprutevärn 40:43 skymtar i mitten av bilden på Fiskehamnens pir, bredvid den vita båten